# Renate Grasbergerová
Renate Grasbergerová (* 1941, Vídeň) je rakouská muzikoložka.

## Životopis
Studovala keramiku na Univerzitě užitého umění ve Vídni a dějiny umění na vídeňské univerzitě. V roce 1960 začala pracovat v Rakouské národní knihovně. Od roku 1964 do roku 1966 byla zaměstnanec v místní hudební sbírce a pak až do roku 1976 v knihovně ministerstva financí. V letech 1978 až 2006 pracovala v Anton Bruckner Institut Linz. Od roku 2007 je čestným členem v Anton-Bruckner-Projekt při Komisi pro hudební výzkum (KMF).
Těžiště jejího výzkumu leží v bibliografii, ikonografii a dokumentaci celoživotní díla skladatele Antona Brucknera.
Byla manželkou muzikologa Franze Grasbergera.

## Dílo
- Bruckner-Ikonographie
- Bruckner-Bibliographie
- Werkverzeichnis Anton Bruckner, 1977
- Bruckner-Stätten in Österreich, 2001